# ASB Bank Centre
L' ASB Bank Centre est un gratte-ciel néo-zélandais de 116 mètres de hauteur construit à Auckland de 1987 à 1991. Il est situé  au cœur du quartier des affaires d'Auckland.
L'immeuble abrite des bureaux sur 31 étages pour une surface de plancher de 56 000 m².
La tour est revêtue de granit, avec un double vitrage à verre faiblement réfléchissant. Au sommet du bâtiment se trouve un héliport, et des installations de communication par satellite. L'immeuble comprend également un gymnase et un court de squash.
Les architectes sont l'agence d'architecture néo-zélandaise Craig Craig Moller et l'agence australienne Peddle Thorp & Harvey Pty. Ltd.